# Іваньков Олександр Петрович
Олександр Петрович Іваньков (рос. Александр Петрович Иваньков; 22 серпня 1924 — 14 червня 1987) — радянський військовик, в роки Другої світової війни — командир гармати 223-го кавалерійського полку 63-ї кавалерійської дивізії 5-го гвардійського кавалерійського корпусу, молодший сержант. Повний кавалер ордена Слави.

## Життєпис
Народився в селищі Новодмітрієвський, нині — в межах селища Єлань Єланського району Волгоградської області Росії, в сім'ї робітника. Здобув неповну середню освіту, працював різноробом у колгоспі «Ударник».
До лав РСЧА призваний Єланським РВК Сталінградської області 20 вересня 1942 року. Проходив військову підготовку в 4-й запасній артилерійській бригаді (м. Астрахань), згодом — у Пензенському артилерійському училищі. З березня 1943 року й до кінця війни — командир гармати 223-го кавалерійського полку 63-ї кавалерійської дивізії 5-го гвардійського кавалерійського корпусу. На фронтах війни — з вересня 1943 року. Воював на Південному, 4-му, 2-му та 3-му Українських фронтах. Двічі був поранений.
Після закінчення війни у 1945 році демобілізований у військовому званні старшина. Мешкав у Кропивницькому, працював завідувачем складом на залізниці.

## Нагороди
Нагороджений орденами Вітчизняної війни 1-го ступеня (11.03.1985), Слави 1-го (24.03.1945), 2-го (05.07.1944) та 3-го (25.02.1944) ступенів і медалями, у тому числі двома «За відвагу» (30.09.1943; 22.04.1945).